# Minthostachys mollis
Minthostachys mollis, conocida comúnmente como muña, peperina, poleo de Quito, tifo o tipo  es una especie de planta arbustiva leñosa, oriunda del Perú, Bolivia, Colombia, Ecuador, Argentina y Venezuela.

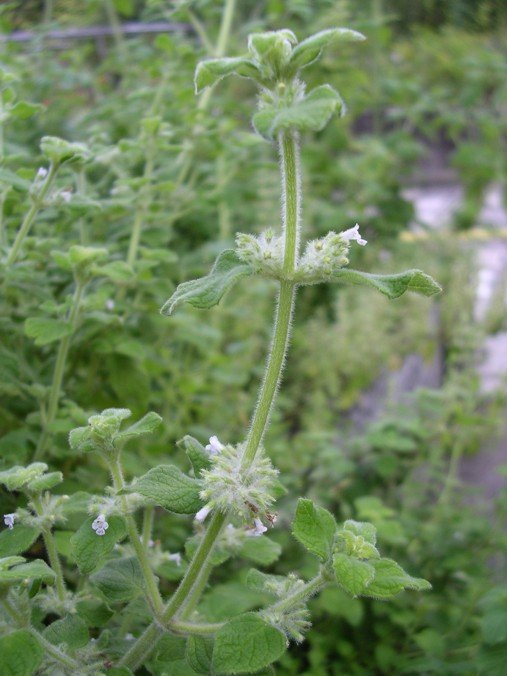
Vista de la planta.

## Descripción
La muña o menta de los Andes es una planta arbustiva leñosa que alcanza de 80 a 120 cm de altura, es frondosa en la parte superior. Su tallo es ramificado desde la base y posee hojas pequeñas. Sus flores son blancas y se encuentran reunidas en cortos racimos.

## Distribución y hábitat
Crece entre los 2.700 y los 3.400 m s.n.m. Su cultivo es muy difundido en las regiones andinas, especialmente en Apurímac, Ayacucho, Huancayo, Pasco, Huancavelica y Puno, en el Perú, donde se la conoce con diversos nombres como huaycho, coa o ismuña.

## Etimología
El nombre común de Minthostachys mollis, «muña», proviene del quechua.

## Taxonomía
Minthostachys mollis fue descrita por (Benth.) Griseb. y publicada en Abhandlungen der Königlichen Gesellschaft der Wissenschaften zu Göttingen 19: 235 en 1874.
Etimología
Minthostachys: nombre genérico que deriva de las palabras griegas: minthe = (menta) y stachys = (espiga). Las especies de este género se parecen a las del género Mentha por la apariencia de las flores y la presencia de aceites esenciales, aunque los dos géneros no están correlacionados entre sí.
mollis: epíteto latíno que significa ‘suave’, ‘blanda’.
Variedad aceptada
- Minthostachys mollis var. mandoniana (Briq.) Schmidt-Leb.

Sinonimia
- Bystropogon canus Benth.
- Bystropogon confertus Willd. ex Steud.
- Bystropogon mollis Kunth basónimo
- Bystropogon pavonianus Briq.
- Bystropogon reticulatus Willd. ex Steud.
- Bystropogon tomentosus Benth.
- Mentha mollis Benth.
- Minthostachys mollis var. mollis
- Minthostachys tomentosa (Benth.) Epling[6]

## Importancia económica, cultural y propiedades
Minthostachys mollis es de considerable importancia para los pueblos andinos, debido a los aceites esenciales que se encuentran en sus hojas. La planta se utiliza para preparar salsas y tés en diferentes cocinas andinas regionales; también se extiende su uso en la medicina tradicional a nivel local. Sus propiedades han dado lugar a muchos estudios recientes en el campo de la medicina y la farmacología.
Las especies durante mucho tiempo ha sido explotada por su eficacia contra los problemas de los aparatos respiratorios y digestivos; También se utiliza por sus propiedades antibacterianas en la conservación de alimentos almacenados. Estas cualidades han sido recientemente estudiadas, ya que se están estudiando las propiedades antifúngicas de Minthostachys mollis.Muestra eficacia en enfermedades diarreicas y respiratorias en las zonas andinas, en los Andes como hace mucho frío sirve para el mal de altura y se considera parte de la medicina tradicional de ciudades alejadas de hospitales.
Toxicidad
Las partes aéreas de Minthostachys mollis contienen el aceite esencial eucaliptol, cuya ingestión puede suponer un riesgo para la salud.

## Características químicas
Los componentes principales del aceite esencial son:
| - Pulegona - Mentona - Mentol - (-)-ß-pineno | - (-)-α-pineno - Limoneno - Isomentona - Ácido piperínico | - Eucaliptol - 1-8-cineol - Carvona |

En las flores se identificaron 19 compuestos en el aceite esencial, predominantemente 29 % de neomentol, 24 % de mentona, 20 % de mentol, y 8 % piperitona.